# Чемпіонат СРСР з легкої атлетики в приміщенні 1987
Чемпіонат СРСР з легкої атлетики в приміщенні 1987 року був проведений 6-8 лютого в Пензі в Палаці спорту «Рубін».
На змаганнях була показана низка високих результатів. Наталія Лісовська оновила рекорд СРСР в штовханні ядра, показавши другий результат в світі в історії дисципліни — 22,14 м. Крім цього, рекорди СРСР встановили Марія Пінігіна в бігу на 400 метрів (52,03) та Марина Жирова на дистанції 60 метрів (7,16 — повторення рекорду).
Геннадій Авдєєнко намагався перевершити рекорд країни в стрибках у висоту, проте без успіху. Позаяк, його переможний результат, 2,35 м, був лише на один сантиметр гірший за рекорд.
Сергій Смирнов виграв штовхання ядра з другим результатом в історії країни — 21,40 м.
В чоловічому потрійному стрибку п'ятеро спортсменів подолали 17-метрову позначку, а чемпіоном зі спробою на 17,48 м став Олег Проценко.
Чемпіонство з легкоатлетичних багатоборств визначалось 14-15 лютого в Липецьку.

## Медалісти

### Чоловіки
| Дисципліни                | Золото                            | Золото  | Срібло                           | Срібло  | Бронза                          | Бронза  |
| ------------------------- | --------------------------------- | ------- | -------------------------------- | ------- | ------------------------------- | ------- |
| 60 метрів                 | Віктор Бризгін Ворошиловград      | 6,60    | Володимир Муравйов Караганда     | 6,67    | Вадим Давидов Москва            | 6,70    |
| 200 метрів                | Микола Разгонов Донецьк           | 21,30   | Андрій Федорів Москва            | 21,52   | Бесик Гоциридзе Тбілісі         | 21,61   |
| 400 метрів                | Володимир Просін Саратов          | 47,37   | Аркадій Корнілов Ленінград       | 47,55   | Олександр Багаєв Ленінград      | 48,02   |
| 800 метрів                | Володимир Граудинь Москва         | 1.50,19 | Анатолій Міллін Чебоксари        | 1.50,37 | Валерій Стародубцев Іркутськ    | 1.50,80 |
| 1500 метрів               | Ігор Лоторьов Москва              | 3.45,93 | Павло Федоренко Паневежис        | 3.47,57 | Анатолій Калуцький Челябінськ   | 3.47,71 |
| 3000 метрів               | Євген Жеребін Челябінськ          | 7.59,89 | Михайло Дасько Ленінград         | 8.00,66 | Микола Матюшенко Київська обл.  | 8.04,39 |
| 60 метрів з бар'єрами     | Ігор Казанов Рига                 | 7,61    | Сергій Усов Ташкент              | 7,72    | Олександр Маркін Москва         | 7,75    |
| 3000 метрів з перешкодами | Олександр Худяков Московська обл. | 8.30,11 | Маті Уусмаа Таллінн              | 8.34,97 | Валерій Грязнов Челябінськ      | 8.39,68 |
| Стрибки у висоту          | Геннадій Авдєєнко Одеса           | 2,35 м  | Андрій Морозов Ленінград         | 2,32 м  | Олександр Котович Київська обл. | 2,29 м  |
| Стрибки з жердиною        | Родіон Гатаулін Ташкент           | 5,75 м  | Олександр Обіжаєв Рига           | 5,65 м  | Григорій Єгоров Алма-Ата        | 5,60 м  |
| Стрибки у довжину         | Ігор Харитонов Смоленськ          | 7,89 м  | Сергій Лаєвський Дніпропетровськ | 7,84 м  | Шаміль Аббясов Фрунзе           | 7,80 м  |
| Потрійний стрибок         | Олег Проценко Московська обл.     | 17,48 м | Володимир Черников Ташкент       | 17,35 м | Геннадій Валюкевич Мінськ       | 17,32 м |
| Штовхання ядра            | Сергій Смирнов Ленінград          | 21,40 м | Сергій Гаврюшин Москва           | 20,83 м | Микола Бородкін Хмельницький    | 20,59 м |

### Жінки
| Дисципліни            | Золото                        | Золото      | Срібло                      | Срібло  | Бронза                      | Бронза  |
| --------------------- | ----------------------------- | ----------- | --------------------------- | ------- | --------------------------- | ------- |
| 60 метрів             | Марина Жирова Московська обл. | 7,16 NIR    | Надія Рощупкіна Тула        | 7,25    | Ольга Антонова Іркутськ     | 7,26    |
| 200 метрів            | Світлана Червякова Краснодар  | 23,62       | Майя Азарашвілі Тбілісі     | 23,91   | Марина Шмоніна Ташкент      | 23,97   |
| 400 метрів            | Марія Пінігіна Київ           | 52,03 NIR   | Ольга Назарова Москва       | 52,48   | Надія Заболотнєва Караганда | 53,14   |
| 800 метрів            | Тетяна Самоленко Запоріжжя    | 2.00,62     | Олена Медведєва Мінськ      | 2.01,23 | Любов Кірюхіна Москва       | 2.01,81 |
| 1500 метрів           | Тетяна Самоленко Запоріжжя    | 4.08,63     | Олена Романова Волгоград    | 4.11,83 | Світлана Кітова Москва      | 4.13,46 |
| 3000 метрів           | Олена Романова Волгоград      | 9.01,82     | Наталія Боборова Ленінград  | 9.05,44 | Фірая Султанова Воронеж     | 9.10,38 |
| 60 метрів з бар'єрами | Наталія Григор'єва Харків     | 7,90        | Олена Політика Харків       | 8,03    | Любов Столяр Москва         | 8,10    |
| Стрибки у висоту      | Марина Дегтяр Одеса           | 1,94 м      | Тамара Бикова Москва        | 1,94 м  | Альбіна Казакова Перм       | 1,94 м  |
| Стрибки у довжину     | Ірена Оженко Вільнюс          | 6,88 м      | Олена Іванова Москва        | 6,82 м  | Лариса Бережна Київ         | 6,76 м  |
| Штовхання ядра        | Наталія Лісовська Москва      | 22,14 м NIR | Наталія Ахрименко Ленінград | 21,07 м | Валентина Федюшина Москва   | 19,74 м |

## Чемпіонат СРСР з легкоатлетичних багатоборств в приміщенні
Чемпіонство з легкоатлетичних багатоборств було розіграно в межах окремого чемпіонату СРСР з багатоборств в приміщенні, проведеного 14-15 лютого в липецькому спорткомлексі «Ювілейний» одночасно з матчевою зустріччю багатоборців СРСР та НДР.

### Чоловіки
| Дисципліна  | Золото                     | Золото    | Срібло                 | Срібло    | Бронза                | Бронза    |
| ----------- | -------------------------- | --------- | ---------------------- | --------- | --------------------- | --------- |
| Семиборство | Олександр Арешин Ленінград | 6103 очки | Ігор Самилов Ленінград | 5961 очко | Сергій Желанов Москва | 5947 очок |

### Жінки
| Дисципліна   | Золото                              | Золото    | Срібло              | Срібло    | Бронза                  | Бронза    |
| ------------ | ----------------------------------- | --------- | ------------------- | --------- | ----------------------- | --------- |
| П'ятиборство | Світлана Бурага-Беспрозванна Мінськ | 4666 очок | Тетяна Шпак Донецьк | 4553 очки | Віра Юрченко Кривий Ріг | 4520 очок |

## Медальний залік
Нижче представлений загальний медальний залік за підсумками обох чемпіонатів.
| Місце | Команда        | Золото | Срібло | Бронза | Загалом |
| ----- | -------------- | ------ | ------ | ------ | ------- |
| 1     | РРФСР          | 8      | 3      | 6      | 17      |
| 2     | УРСР           | 8      | 3      | 5      | 16      |
| 3     | Москва         | 3      | 5      | 7      | 15      |
| 4     | Ленінград      | 2      | 6      | 1      | 9       |
| 5     | Узбецька РСР   | 1      | 2      | 1      | 4       |
| 6     | Білоруська РСР | 1      | 1      | 1      | 3       |
| 7     | Латвійська РСР | 1      | 1      | 0      | 2       |
| 7     | Литовська РСР  | 1      | 1      | 0      | 2       |
| 9     | Казахська РСР  | 0      | 1      | 2      | 3       |
| 10    | Грузинська РСР | 0      | 1      | 1      | 2       |
| 11    | Естонська РСР  | 0      | 1      | 0      | 1       |
| 12    | Киргизька РСР  | 0      | 0      | 1      | 1       |

## Командний залік
Починаючи з чемпіонату 1985 року, командний залік був скасований. Чемпіонати в приміщенні 1987 року носили особистий характер — командний залік офіційно не визначався.